# Monster Energy NASCAR Cup 2017
Die Monster Energy NASCAR Cup 2017-Saison begann am 18. Februar 2017 mit den Daytona Speedweeks auf dem Daytona International Speedway. Das erste Rennen war das Einladungsrennen Advance Auto Parts Clash, welches am 18. Februar 2017 ausgetragen wurde, wegen Regens jedoch auf den 19. Februar verschoben wurde; gefolgt von den beiden Can-Am Duels. Bei den Duels handelt es sich um die Qualifikationsrennen für das Daytona 500, in welchen die Pole-Position und der Startplatz 2 ermittelt werden.
Das Daytona 500, das erste Punktrennen der Saison, fand am 26. Februar 2017 statt. Der Chase for the Monster Energy NASCAR Cup begann am 17. September 2017 mit dem Chicagoland 400 auf dem Chicagoland Speedway. Das Saisonfinale wurde am 19. November mit dem Ford EcoBoost 400 auf dem Homestead-Miami Speedway ausgetragen.
Die Saison wurde von Martin Truex Jr., der zum ersten Mal Champion wurde, in einem Furniture Row Toyota gewonnen. Für Dale Earnhardt Jr., Danica Patrick und Matt Kenseth war es die letzte Saison.
Alle Rennen fanden in den Vereinigten Staaten statt. Die Rennen auf dem Sonoma Raceway und dem Watkins Glen International waren die einzigen, die nicht auf Ovalkursen ausgetragen wurden.

## Rennkalender
| Nr.                                        | Datum         | Rennen (Strecke)                                          | Sieger                             | Zweiter                    | Dritter                       | Pole-Position                      | Meiste Führungsrunden                         | Gesamtführender           |
| ------------------------------------------ | ------------- | --------------------------------------------------------- | ---------------------------------- | -------------------------- | ----------------------------- | ---------------------------------- | --------------------------------------------- | ------------------------- |
| 0x                                         | 18. Februar   | Advance Auto Parts Clash (Daytona International Speedway) | Joey Logano (Ford)                 | Kyle Busch (Toyota)        | Alex Bowman (Chevrolet)       | Brad Keselowski (Ford)             | Denny Hamlin (Toyota)                         |                           |
| 0x                                         | 23. Februar   | Can-Am Duel 1 (Daytona International Speedway)            | Chase Elliott (Chevrolet)          | Jamie McMurray (Chevrolet) | Kevin Harvick (Ford)          | Chase Elliott (Chevrolet)          | Brad Keselowski (Ford)                        |                           |
| 0x                                         | 23. Februar   | Can-Am Duel 2 (Daytona International Speedway)            | Denny Hamlin (Toyota)              | Clint Bowyer (Ford)        | Kurt Busch (Ford)             | Dale Earnhard Jr. (Chevrolet)      | Dale Earnhard Jr. (Chevrolet)                 |                           |
| 01                                         | 26. Februar   | Daytona 500 (Daytona International Speedway)              | Kurt Busch (Ford)                  | Ryan Blaney (Ford)         | A.J. Allmendinger (Chevrolet) | Chase Elliott (Chevrolet)          | Kevin Harvick (Ford)                          | Kurt Busch (Ford)         |
| 02                                         | 05. März      | Folds of Honor QuikTrip 500 (Atlanta Motor Speedway)      | Brad Keselowski (Ford)             | Kyle Larson (Chevrolet)    | Matt Kenseth (Toyota)         | Kevin Harvick (Ford)               | Kevin Harvick (Ford)                          | Kevin Harvick (Ford)      |
| 03                                         | 12. März      | Kobalt 400 (Las Vegas Motor Speedway)                     | Martin Truex Jr. (Toyota)          | Kyle Larson (Chevrolet)    | Chase Elliott (Chevrolet)     | Brad Keselowski (Ford)             | Martin Truex junior (Toyota)                  | Brad Keselowski (Ford)    |
| 04                                         | 19. März      | Camping World 500 (Phoenix International Raceway)         | Ryan Newman (Chevrolet)            | Kyle Larson (Chevrolet)    | Kyle Busch (Toyota)           | Joey Logano (Ford)                 | Kyle Busch (Toyota)                           | Kyle Larson (Chevrolet)   |
| 05                                         | 26. März      | Auto Club 400 (Auto Club Speedway)                        | Kyle Larson (Chevrolet)            | Brad Keselowski (Ford)     | Clint Bowyer (Ford)           | Kyle Larson (Chevrolet)            | Kyle Larson (Chevrolet)                       | Kyle Larson (Chevrolet)   |
| 06                                         | 02. April     | STP 500 (Martinsville Speedway)                           | Brad Keselowski (Ford)             | Kyle Busch (Toyota)        | Chase Elliott (Chevrolet)     | Kyle Larson (Chevrolet)            | Kyle Busch (Toyota)                           | Kyle Larson (Chevrolet)   |
| 07                                         | 09. April     | O’Reilly Auto Parts 500 (Texas Motor Speedway)            | Jimmie Johnson (Chevrolet)         | Kyle Larson (Chevrolet)    | Joey Logano (Ford)            | Kevin Harvick (Ford)               | Ryan Blaney (Ford)                            | Kyle Larson (Chevrolet)   |
| 08                                         | 23. April     | Food City 500 (Bristol Motor Speedway)                    | Jimmie Johnson (Chevrolet)         | Clint Bowyer (Ford)        | Kevin Harvick (Ford)          | Kyle Larson (Chevrolet)            | Kyle Larson (Chevrolet)                       | Kyle Larson (Chevrolet)   |
| 09                                         | 30. April     | Toyota Owners 400 (Richmond International Raceway)        | Joey Logano (Ford)                 | Brad Keselowski (Ford)     | Denny Hamlin (Toyota)         | Matt Kenseth (Toyota)              | Matt Kenseth (Toyota)                         | Kyle Larson (Chevrolet)   |
| 10                                         | 07. Mai       | GEICO 500 (Talladega Superspeedway)                       | Ricky Stenhouse junior (Chevrolet) | Jamie McMurray (Chevrolet) | Kyle Busch (Toyota)           | Ricky Stenhouse junior (Chevrolet) | Kyle Busch (Toyota)                           | Kyle Larson (Chevrolet)   |
| 11                                         | 13. Mai       | Go Bowling 400 (Kansas Speedway)                          | Martin Truex Jr. (Toyota)          | Brad Keselowski (Ford)     | Kevin Harvick (Ford)          | Ryan Blaney (Ford)                 | Martin Truex Jr. (Toyota)                     | Kyle Larson (Chevrolet)   |
| 0x                                         | 19. Mai       | Sprint Showdown (Charlotte Motor Speedway)                | Daniel Suárez (Toyota)             | Austin Dillon (Chevrolet)  | Chase Elliott (Chevrolet)     | Clint Bowyer (Ford)                | Clint Bowyer (Ford) Ryan Blaney (Ford)        |                           |
| 0x                                         | 20. Mai       | NASCAR Sprint All-Star Race (Charlotte Motor Speedway)    | Kyle Busch (Toyota)                | Kyle Larson (Chevrolet)    | Jimmie Johnson (Chevrolet)    | Kyle Larson (Chevrolet)            | Kyle Larson (Chevrolet)                       |                           |
| 12                                         | 28. Mai       | Coca-Cola 600 (Charlotte Motor Speedway)                  | Austin Dillon (Chevrolet)          | Kyle Busch (Toyota)        | Martin Truex Jr. (Toyota)     | Kevin Harvick (Ford)               | Martin Truex Jr. (Toyota)                     | Martin Truex Jr. (Toyota) |
| 13                                         | 4. Juni       | AAA 400 Drive for Autism (Dover International Speedway)   | Jimmie Johnson (Chevrolet)         | Kyle Larson (Chevrolet)    | Martin Truex Jr. (Toyota)     | Kyle Busch (Toyota)                | Kyle Larson (Chevrolet)                       | Kyle Larson (Chevrolet)   |
| 14                                         | 11. Juni      | Pocono 400 (Pocono Raceway)                               | Ryan Blaney (Ford)                 | Kevin Harvick (Ford)       | Erik Jones (Toyota)           | Kyle Busch (Toyota)                | Kyle Busch (Toyota)                           | Kyle Larson (Chevrolet)   |
| 15                                         | 18. Juni      | FireKeepers Casino 400 (Michigan International Speedway)  | Kyle Larson (Chevrolet)            | Chase Elliott (Chevrolet)  | Joey Logano (Ford)            | Kyle Larson (Chevrolet)            | Kyle Larson (Chevrolet)                       | Kyle Larson (Chevrolet)   |
| 16                                         | 26. Juni      | Toyota/Save Mart 350 (Sonoma Raceway)                     | Kevin Harvick (Ford)               | Clint Bowyer (Ford)        | Brad Keselowski (Ford)        | Kyle Larson (Chevrolet)            | Martin Truex Jr. (Toyota)                     | Kyle Larson (Chevrolet)   |
| 17                                         | 01. Juli      | Coke Zero 400 (Daytona International Speedway)            | Ricky Stenhouse junior (Chevrolet) | Clint Bowyer (Ford)        | Paul Menard (Chevrolet)       | Dale Earnhard Jr. (Chevrolet)      | Brad Keselowski (Ford)                        | Kyle Larson (Chevrolet)   |
| 18                                         | 08. Juli      | Quaker State 400 (Kentucky Speedway)                      | Martin Truex Jr. (Toyota)          | Kyle Larson (Chevrolet)    | Chase Elliott (Chevrolet)     | Kyle Busch (Toyota)                | Martin Truex Jr. (Toyota)                     | Martin Truex Jr. (Toyota) |
| 19                                         | 16. Juli      | New Hampshire 301 (New Hampshire Motor Speedway)          | Denny Hamlin (Toyota)              | Kyle Larson (Chevrolet)    | Martin Truex Jr. (Toyota)     | Martin Truex Jr. (Toyota)          | Martin Truex Jr. (Toyota)                     | Martin Truex Jr. (Toyota) |
| 20                                         | 23. Juli      | Brickyard 400 (Indianapolis Motor Speedway)               | Kasey Kahne (Chevrolet)            | Brad Keselowski (Ford)     | Ryan Newman (Chevrolet)       | Kyle Busch (Toyota)                | Kyle Busch (Toyota)                           | Martin Truex Jr. (Toyota) |
| 21                                         | 30. Juli      | Pennsylvania 400 (Pocono Raceway)                         | Kyle Busch (Toyota)                | Kevin Harvick (Ford)       | Martin Truex Jr. (Toyota)     | Kyle Busch (Toyota)                | Kyle Busch (Toyota)                           | Martin Truex Jr. (Toyota) |
| 22                                         | 06. August    | Cheez-It 355 at The Glen (Watkins Glen International)     | Martin Truex Jr. (Toyota)          | Matt Kenseth (Toyota)      | Daniel Suárez (Toyota)        | Kyle Busch (Toyota)                | Martin Truex Jr. (Toyota)                     | Martin Truex Jr. (Toyota) |
| 23                                         | 13. August    | Pure Michigan 400 (Michigan International Speedway)       | Kyle Larson (Chevrolet)            | Martin Truex Jr. (Toyota)  | Erik Jones (Toyota)           | Brad Keselowski (Ford)             | Brad Keselowski (Ford)                        | Martin Truex Jr. (Toyota) |
| 24                                         | 19. August    | Bass Pro Shops NRA Night Race (Bristol Motor Speedway)    | Kyle Busch (Toyota)                | Erik Jones (Toyota)        | Denny Hamlin (Toyota)         | Kyle Busch (Toyota)                | Erik Jones (Toyota)                           | Martin Truex Jr. (Toyota) |
| 25                                         | 03. September | Bojangles’ Southern 500 (Darlington Raceway)              | Denny Hamlin (Toyota)              | Kyle Busch (Toyota)        | Kurt Busch (Ford)             | Kevin Harvick (Ford)               | Denny Hamlin (Toyota) Kyle Larson (Chevrolet) | Martin Truex Jr. (Toyota) |
| 26                                         | 09. September | Federated Auto Parts 400 (Richmond International Raceway) | Kyle Larson (Chevrolet)            | Joey Logano (Ford)         | Ryan Newman (Chevrolet)       | Matt Kenseth (Toyota)              | Martin Truex Jr. (Toyota)                     | Martin Truex Jr. (Toyota) |
| Playoffs for the Monster Energy NASCAR Cup |               |                                                           |                                    |                            |                               |                                    |                                               |                           |
| Round of 16                                |               |                                                           |                                    |                            |                               |                                    |                                               |                           |
| 27                                         | 17. September | Chicagoland 400 (Chicagoland Speedway)                    | Martin Truex Jr. (Toyota)          | Chase Elliott (Chevrolet)  | Kevin Harvick (Ford)          | Kyle Busch (Toyota)                | Kyle Busch (Toyota)                           | Martin Truex Jr. (Toyota) |
| 28                                         | 24. September | New Hampshire 300 (New Hampshire Motor Speedway)          | Kyle Busch (Toyota)                | Kyle Larson (Chevrolet)    | Matt Kenseth (Toyota)         | Kyle Busch (Toyota)                | Kyle Busch (Toyota)                           | Martin Truex Jr. (Toyota) |
| 29                                         | 01. Oktober   | Dover Fall Race (Dover International Speedway)            | Kyle Busch (Toyota)                | Chase Elliott (Chevrolet)  | Jimmie Johnson (Chevrolet)    | Martin Truex Jr. (Toyota)          | Chase Elliott (Chevrolet)                     | Martin Truex Jr. (Toyota) |
| Round of 12                                |               |                                                           |                                    |                            |                               |                                    |                                               |                           |
| 30                                         | 07. Oktober   | Bank of America 500 (Charlotte Motor Speedway)            | Martin Truex Jr. (Toyota)          | Chase Elliott (Chevrolet)  | Kevin Harvick (Ford)          | Denny Hamlin (Toyota)              | Kevin Harvick (Ford)                          | Martin Truex Jr. (Toyota) |
| 31                                         | 15. Oktober   | Alabama 500 (Talladega Superspeedway)                     | Brad Keselowski (Ford)             | Ryan Newman (Chevrolet)    | Trevor Bayne (Ford)           | Dale Earnhard Jr. (Chevrolet)      | Joey Logano (Ford)                            | Martin Truex Jr. (Toyota) |
| 32                                         | 22. Oktober   | Hollywood Casino 400 (Kansas Speedway)                    | Martin Truex Jr. (Toyota)          | Kurt Busch (Ford)          | Ryan Blaney (Ford)            | Martin Truex Jr. (Toyota)          | Kyle Busch (Toyota)                           | Martin Truex Jr. (Toyota) |
| Round of 8                                 |               |                                                           |                                    |                            |                               |                                    |                                               |                           |
| 33                                         | 29. Oktober   | Martinsville Fall Race (Martinsville Speedway)            | Kyle Busch (Toyota)                | Martin Truex Jr. (Toyota)  | Clint Bowyer (Ford)           | Joey Logano (Ford)                 | Kyle Busch (Toyota)                           | Martin Truex Jr. (Toyota) |
| 34                                         | 05. November  | AAA Texas 500 (Texas Motor Speedway)                      | Kevin Harvick (Ford)               | Martin Truex Jr. (Toyota)  | Denny Hamlin (Toyota)         | Kurt Busch (Ford)                  | Martin Truex Jr. (Toyota)                     | Martin Truex Jr. (Toyota) |
| 35                                         | 12. November  | Can-Am 500 (Phoenix International Raceway)                | Matt Kenseth (Toyota)              | Chase Elliott (Chevrolet)  | Martin Truex Jr. (Toyota)     | Ryan Blaney (Ford)                 | Denny Hamlin (Toyota)                         | Martin Truex Jr. (Toyota) |
| Championship 4                             |               |                                                           |                                    |                            |                               |                                    |                                               |                           |
| 36                                         | 19. November  | Ford EcoBoost 400 (Homestead)                             | Martin Truex Jr. (Toyota)          | Kyle Busch (Toyota)        | Kyle Larson (Chevrolet)       | Denny Hamlin (Toyota)              | Kyle Larson (Chevrolet)                       | Martin Truex Jr. (Toyota) |

Anmerkungen
x = Rennen bei dem keine Punkte vergeben werden
| Hintergrundfarbe | Bedeutung                    |
| ---------------- | ---------------------------- |
|                  | Rennen auf einem Ovalkurs    |
|                  | Rennen auf einem Straßenkurs |

## Playoffs for the Monster Energy NASCAR Cup
Die Playoffs for the Monster Energy NASCAR Cup besteht aus 10 Rennen und unterteilt sich in 4 Runden.
An der ersten Runde, der Round of 16, nehmen insgesamt 16 Fahrer teil. Sie findet auf folgenden Strecken statt:

17. September 2017 * Chicagoland Speedway * Joliet, Illinois

24. September 2017 * New Hampshire Motor Speedway * Loudon, New Hampshire

01. Oktober 2017 * Dover International Speedway * Dover, Delaware

An der zweiten Runde, der Round of 12, nehmen die 12 besten Fahrer aus der ersten Playoff-Runde teil. Sie findet auf folgenden Strecken statt:

07. Oktober 2017 * Charlotte Motor Speedway * Concord, North Carolina

15. Oktober 2017 * Talladega Superspeedway * Talladega, Alabama

22. Oktober 2017 * Kansas Speedway * Kansas City, Kansas

An der dritten Runde, der Round of 8, nehmen die 8 besten Fahrer aus der zweiten Playoff-Runde teil. Sie findet auf folgenden Strecken statt:

29. Oktober 2017 * Martinsville Speedway * Martinsville, Virginia

05. November 2017 * Texas Motor Speedway * Fort Worth, Texas

12. November 2017 * Phoenix International Raceway * Avondale, Arizona

An der vierten Runde, der Championship 4, nehmen die 4 besten Fahrer aus der dritten Playoff-Runde teil. Die vierte Runde besteht aus einem Rennen. Der Fahrer mit der besten Platzierung in diesem Rennen ist der Monster Energy NASCAR Cup Champion. Sie wird auf der folgenden Strecke ausgetragen:

19. November 2017 * Homestead-Miami Speedway * Homestead, Florida

| Playoffs for the Monster Energy NASCAR Cup |                                    |                            |                           |                                         |
| Challenger Round                           | Contender Round                    | Eliminator Round           | Championship Round        | Monster Energy NASCAR Cup Champion 2017 |
| Martin Truex Jr. (Toyota)                  |                                    |                            |                           |                                         |
| Kyle Larson (Chevrolet)                    |                                    |                            |                           |                                         |
| Kyle Busch (Toyota)                        | Martin Truex Jr. (Toyota)          |                            |                           |                                         |
| Brad Keselowski (Ford)                     | Kyle Busch (Toyota)                |                            |                           |                                         |
| Jimmie Johnson (Chevrolet)                 | Kyle Larson (Chevrolet)            | Martin Truex Jr. (Toyota)  |                           |                                         |
| Kevin Harvick (Ford)                       | Brad Keselowski (Ford)             | Kyle Busch (Toyota)        |                           |                                         |
| Denny Hamlin (Toyota)                      | Jimmie Johnson (Chevrolet)         | Brad Keselowski (Ford)     | Martin Truex Jr. (Toyota) |                                         |
| Ricky Stenhouse junior (Chevrolet)         | Kevin Harvick (Ford)               | Kevin Harvick (Ford)       | Kyle Busch (Toyota)       | Martin Truex Jr. (Toyota)               |
| Ryan Blaney (Ford)                         | Denny Hamlin (Toyota)              | Jimmie Johnson (Chevrolet) | Kevin Harvick (Ford)      | Martin Truex Jr. (Toyota)               |
| Chase Elliott (Chevrolet)                  | Ricky Stenhouse junior (Chevrolet) | Denny Hamlin (Toyota)      | Brad Keselowski (Ford)    |                                         |
| Ryan Newman (Chevrolet)                    | Ryan Blaney (Ford)                 | Ryan Blaney (Ford)         |                           |                                         |
| Kurt Busch (Ford)                          | Chase Elliott (Chevrolet)          | Chase Elliott (Chevrolet)  |                           |                                         |
| Kasey Kahne (Chevrolet)                    | Matt Kenseth (Toyota)              |                            |                           |                                         |
| Austin Dillon (Chevrolet)                  | Jamie McMurray (Chevrolet)         |                            |                           |                                         |
| Matt Kenseth (Toyota)                      |                                    |                            |                           |                                         |
| Jamie McMurray (Chevrolet)                 |                                    |                            |                           |                                         |